# Longuyon
Longuyon település Franciaországban, Meurthe-et-Moselle megyében. Lakosainak száma 5141 fő (2022. január 1.). Longuyon Virton, Allondrelle-la-Malmaison, Beuveille, Charency-Vezin, Colmey, Grand-Failly, Tellancourt, Villette, Viviers-sur-Chiers, Arrancy-sur-Crusnes és Sorbey községekkel határos.

## Népesség
A település népességének változása:
| Lakosok száma | 1789 | 1773 | 2524 | 3350 | 5983 | 8266 | 5876 | 5523 | 5320 | 5141 |
|               | 1793 | 1841 | 1876 | 1901 | 1931 | 1962 | 1999 | 2012 | 2017 | 2022 |